# 옥시덴탈 공원

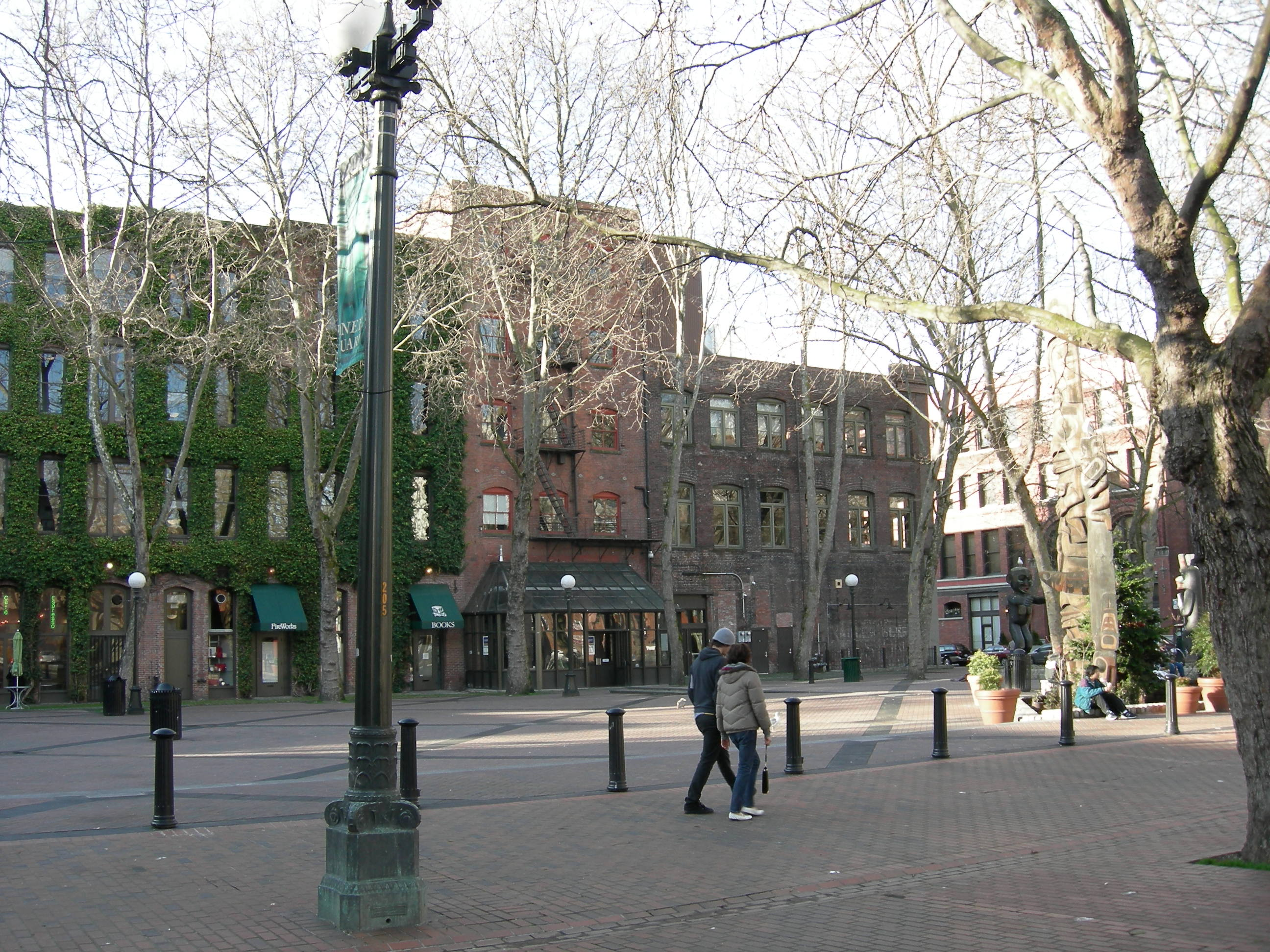
옥시덴탈 공원

옥시덴탈 공원(영어: Occidental Park)는 워싱턴주 시애틀에 위치한 공원이다.